# Batallón de Infantería de Marina N.º 1
El Batallón de Infantería de Marina N.º 1 (BIM1) fue una unidad de la Infantería de Marina de la Armada Argentina.

## Historia
El Batallón de Infantería de Marina N.º 1 fue creado el 27 de febrero de 1948. Su primera reorganización en 1951 implicó la asimilación de los Destacamentos de Vigilancia y Seguridad Mar del Plata y Puerto Belgrano.

### Participación en el terrorismo de Estado
Durante el período de terrorismo de Estado a nivel nacional intensificado por la dictadura militar, el BIM1 integraba la Brigada de Infantería de Marina N.º 1. Esta conformó la Fuerza de Tareas 9 «Reserva Terrestre», creada por el Plan de Capacidades de la Armada de 1975 y que dependía del Comando de Operaciones Navales. Entre 1976 y 1977, el BIM1 nutrió las filas de la Fuerza de Tareas 5. También, personal del BIM1 integró, en comisión permanente, el Área 400, creada el 8 de junio de 1976 por la ausencia de unidades del Ejército Argentino en Zárate-Campana.
Investigaciones del Ministerio de Defensa encontraron documentos que relevaron que el BIM1 operó en la zona de Río Santiago y Zárate. También, se destacó la escolta de un tren con explosivos proveniente de Tucumán, posiblemente con destino al Arsenal Naval Azopardo (localizado en Azul).